# Habenaria riparia
Habenaria riparia är en orkidéart som beskrevs av Jany Renz och Grosvenor. Habenaria riparia ingår i släktet Habenaria och familjen orkidéer. Inga underarter finns listade i Catalogue of Life.